# Leszek Bolesławowic (zm. 1186)

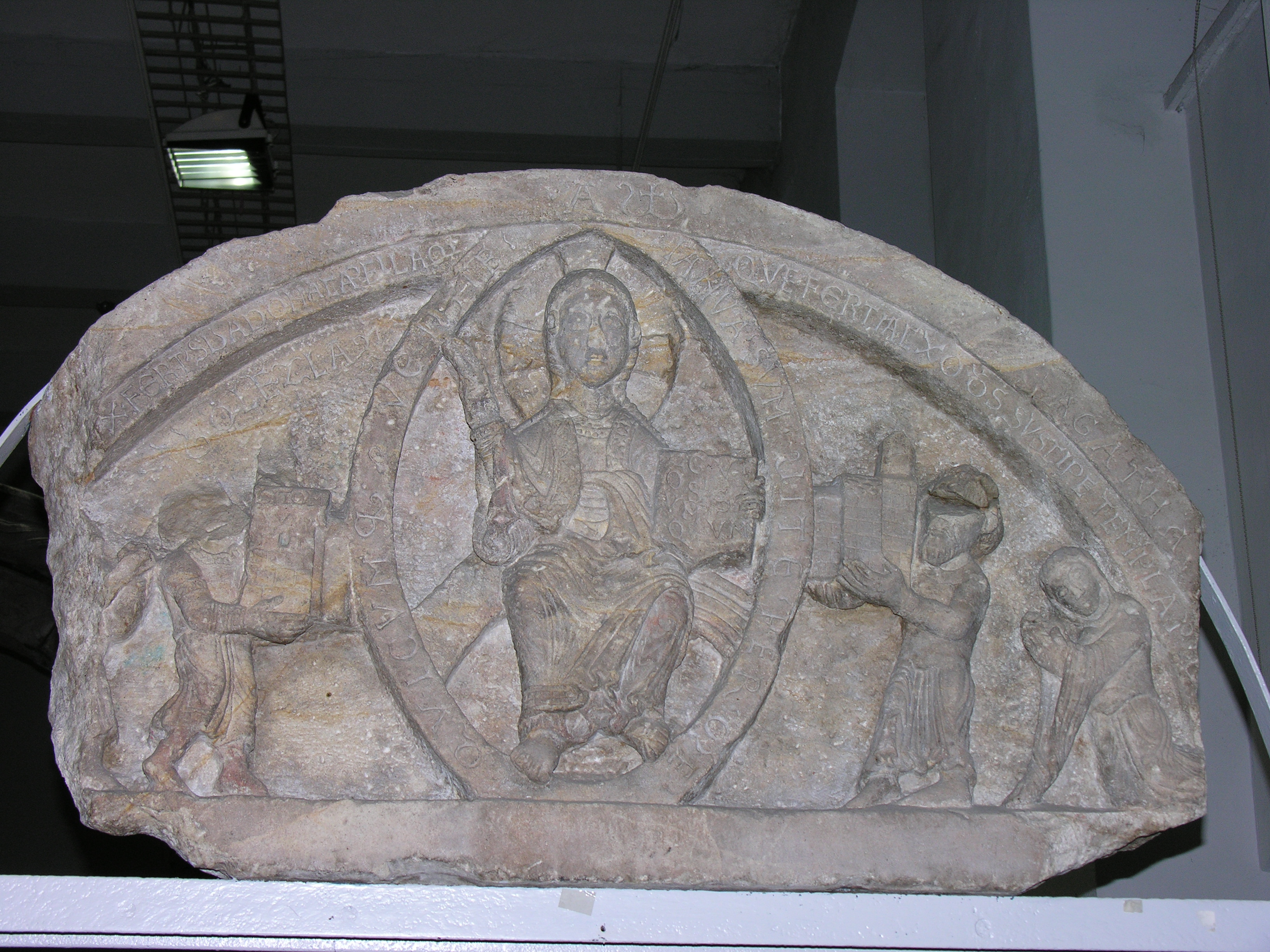
Tympanon fundacyjny opactwa na Ołbinie z przedstawieniem Chrystusa w mandorli. Po lewej klęczą Bolesław Kędzierzawy i jego syn Leszek, 1172 r.

Leszek Bolesławowic (ur. ok. 1160, zm. 1186) – książę mazowiecki w latach 1173–1186.

## Życie i panowanie
Leszek był drugim pod względem starszeństwa synem Bolesława IV Kędzierzawego i jego pierwszej żony Wierzchosławy Anastazji nowogrodzkiej. Jan Długosz datował urodziny Leszka na rok 1158 i twierdził, że jego matka zmarła w połogu. Niegdyś uczeni (np. Oswald Balzer, Kazimierz Jasiński) odrzucali przekaz Długosza i sądzili, że jego matką była druga żona Maria, a on sam urodził się dopiero po 1160, być może w 1162. Jednakże przekaz Długosza co do tożsamości matki potwierdziły odkryte monety Leszka, na których wskazuje Bolesława i Anastazję jako swoich rodziców. Tym samym większej wiarygodności nabrała także podana przez Długosza data narodzin, tj. 1158, choć istnieją dość istotne przesłanki przemawiające za przesunięciem tej daty na początek lat 60. XII wieku. Kronika Wincentego Kadłubka podaje bowiem, że w chwili śmierci ojca w 1173 Leszek nie osiągnął jeszcze lat sprawnych i dlatego ojciec w testamencie wyznaczył mu opiekuna.
Imię Leszka mogło nawiązywać bądź do tradycji dworskiej utrwalonej w Kronice polskiej Anonima tzw. Galla lub do wcześnie zmarłego stryja, syna Bolesława III Krzywoustego – Leszka Bolesławowica.
Po śmierci w 1172 roku starszego brata Bolesława stał się jedynym dziedzicem ojca. Dzielnicę ojcowską przyszło mu objąć już w wieku nastoletnim, początkowo pod opieką Kazimierza II Sprawiedliwego. Leszek, jak zapisał w swojej kronice Wincenty Kadłubek, był niezwykle słabego zdrowia i z tego powodu jeszcze w 1177 roku rządy sprawował w jego imieniu możnowładca mazowiecki Żyron.
Formalnie samodzielne rządy Leszek objął dopiero po 1177 roku i w swojej polityce oparł się na ścisłej współpracy z Kazimierzem II Sprawiedliwym, którego interesów w księstwie mazowieckim pilnował od momentu objęcia władzy w Krakowie przez tego ostatniego możnowładca mazowiecki Żyron.
Być może przejawem dobrych stosunków z Kazimierzem było uczestnictwo razem z nim w wojnie z księciem mińskim Włodzimierzem, który w 1180 roku zagarnął księstwo brzeskie należące do księcia Wasylka, który jakoby był żonaty z nieznaną z imienia siostrą Leszka. Po długiej i wyczerpującej wojnie, Brześcia ostatecznie nie udało się odzyskać, zaś Wasylko przekazał Leszkowi wszelkie prawa do swoich ziem (w tym do Drohiczyna). Jednakże jedynym źródłem opisującym te wydarzenia jest rzekomo zaginiony tzw. „Latopis Połocki”, znany wyłącznie z osiemnastowiecznego przekazu rosyjskiego historyka Wasilija Tatiszczewa zawartego w jego pracy Historia Rosji od czasów najdawniejszych. Najnowsze badania nad pracą Tatiszczewa kwestionują jednak istnienie „Latopisu Połockiego” a cały fragment dzieła Tatiszczewa dotyczący rzekomego księcia drohiczyńskiego Wasylka, jego powinowactwa z Leszkiem oraz wspólnej interwencji Kazimierza i Leszka w rejonie Drohiczyna w latach 1178–1182 uznają za niewiarygodny. Współczesne źródła potwierdzają wprawdzie wyprawę Kazimierza II na Brześć w 1182, ale milczą o współudziale Leszka i o rzekomym księciu drohiczyńskim Wasylku, inaczej też przedstawiają motywy i przebieg tej interwencji.
W 1184 roku Leszek dość niespodziewanie zmienił swą politykę dynastyczną. Z nieznanych powodów zawezwał na dwór do Płocka syna Mieszka III Starego Mieszka Młodszego i powierzył mu rządy namiestnicze. Co więcej Leszek wyznaczył prawdopodobnie Mieszka Młodszego w przypadku swojej bezpotomnej śmierci na następcę. Do scedowania Mazowsza i Kujaw na rzecz linii wielkopolskiej Piastów ostatecznie jednak nie doszło, gdyż jak dowiadujemy się z kroniki Wincentego Kadłubka, Mieszko zachowywał się w dzielnicy krewniaka w sposób, jakby to on był udzielnym księciem, co zraziło ostatecznie Leszka do potomstwa Mieszka Starego.
Leszek Mazowiecki zmarł bezpotomnie, zapewne pozostając w stanie bezżennym, w 1186 roku i został najprawdopodobniej pochowany w katedrze płockiej. W testamencie księstwo mazowieckie i kujawskie pozostawił swojemu stryjowi Kazimierzowi II Sprawiedliwemu.

### Genealogia
| Bolesław III Krzywousty ur. 20 VIII 1086 zm. 28 X 1138 | Bolesław III Krzywousty ur. 20 VIII 1086 zm. 28 X 1138 |                                                   |                                                   | Salomea z Bergu ur. zap. 1099 zm. 27 VII 1144 | Salomea z Bergu ur. zap. 1099 zm. 27 VII 1144 |  |  | Wsiewołod Mścisławowicz ur. ? zm. 11 II 1136 lub 1137 | Wsiewołod Mścisławowicz ur. ? zm. 11 II 1136 lub 1137 |                                                  |                                                  | NN ur. ? zm. ? | NN ur. ? zm. ? |
|                                                        |                                                        |                                                   |                                                   |                                               |                                               |  |  |                                                       |                                                       |                                                  |                                                  |                |                |
|                                                        |                                                        |                                                   |                                                   |                                               |                                               |  |  |                                                       |                                                       |                                                  |                                                  |                |                |
|                                                        |                                                        | Bolesław IV Kędzierzawy ur. ok. 1122 zm. 5 I 1173 | Bolesław IV Kędzierzawy ur. ok. 1122 zm. 5 I 1173 |                                               |                                               |  |  |                                                       |                                                       | Wierzchosława ur. ok. 1125 zm. 15 marca ok. 1160 | Wierzchosława ur. ok. 1125 zm. 15 marca ok. 1160 |                |                |
|                                                        |                                                        |                                                   |                                                   |                                               |                                               |  |  |                                                       |                                                       |                                                  |                                                  |                |                |
|                                                        |                                                        |                                                   |                                                   |                                               |                                               |  |  |                                                       |                                                       |                                                  |                                                  |                |                |
|                                                        |                                                        |                                                   |                                                   |                                               |                                               |  |  |                                                       |                                                       |                                                  |                                                  |                |                |

|  |  |  |  | Leszek Bolesławowic (ur. ok. 1160, zm. 1186) |